# Titilayo Badmus
Titilayo A. Badmus, né en 1980, est un nageur handisport nigérian.

## Carrière
Aux Jeux africains de 2011 à Nairobi, Titilayo Badmus obtient la médaille de bronze sur 200 mètres quatre nages S6-S10. Il est aussi cinquième de la finale du 100 mètres nage libre S6-S10 et quatrième de la finale du 100 mètres dos S6-S10,,.